# 황학주

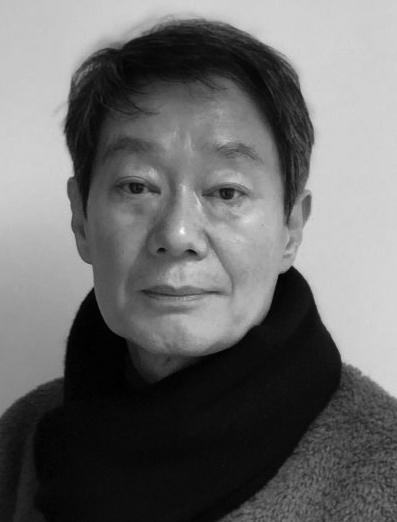
황학주 시인 2025년

황학주 Hwang Hakjoo(1954년 12월 23일 ~ )는 대한민국의 시인이다. 1954년 광주광역시 계림동에서 목수의 아들로 태어나 서석초등학교를 졸업했다. 
황학주는 1987년 시집 <사람>으로 작품활동을 시작했다. 당시로는 드물게 기성 등단 제도를 통하지 않고 시집으로 문단에 나왔다. 이 시집으로 “상처에 대한 개인적 체험을 사회라는 보편적 체험인 1980년대 5·18항쟁과 연관, 확장시키고자 하였으면서도 그 시대 민중 시인들과 전혀 다른 독자적인 서정시의 세계를 펼쳤다”는 시단의 평가와 함께 그 이름을 알렸다. 그후 언어의 물성에 대한 실험을 계속하며 자신만의 문체를 확립하고, 묵상적이고 절제된 서정에 영성과 신에 대한 성찰을 더해 한국 현대시의 독보적인 자리를 차지했다. 독일, 일본, 오스트리아, 캐나다, 탄자니아 등에서 낭독회와 강연 등을 가지며 국내외에서 꾸준히 작품 활동을 해왔다. 특히 베를린 문학콜로키움에서 레지던시를 하며 독일 문단에 시가 소개되면서 주목을 받았고 뮌헨 대학교, 본 대학교, 프랑크푸르트 대학교, 튀빙겐 대학교, 함부르크 대학교, 쾰른 대학교, 라이프치히 대학교 등에서 특강과 강연, 시화전 등을 개최하였다.     
등단 직후 자유실천문인협의회 회원을 거쳐 현재 작가회의, 한국시인협회 회원이다.   
광주상고 2학년을 마치고 자퇴한 뒤 상경해 여러 직업을 전전하다 군에 입대했다. 육군 병장 제대 후 군포 현대양행에서 선반조립공으로 일하다 검정고시로 뒤늦게 대학에 진학했다. 세종대 영문학과, 한양대 교육대학원 국어교육학과를 졸업하고, 우석대 대학원에서 국문학 박사학위를 받았으며 홍익대학교 미술대학원 현대미술 최고위과정을 수료했다.  
문음사, 미학사 등에서 편집 주간을 지냈다. 
1990년대 초기부터 국제기아대책기구, 국제사랑의봉사단의 일원으로 인도, 아프리카, 남미 등에서 구호활동을 했다. 특히 아프리카를 돕는 NGO 피스프렌드의 설립자 및 대표로 탄자니아 레세카타타에 본부를 두고 동아프리카 마사이 부족을 위해 예술학교 설립과 여성할례 반대 운동 등을 폈다. 탄자니아 문인들을 위해 탄자니아작가협회와 함께 아프리카 고유어인 스와힐리어 문예지 '라피키 와 파시히(RAFIKI WA FASIHI)'를 창간했다.
그후 캐나다 토론토로 이주해 온타리오주 여러 인디언보호구역에서 원주민 보호 활동 및 어린이 사역을 했으며, 한인원주민선교협의회 회장, 토론토CBS 기획조정실장을 역임하기도 했다. 2010년 귀국 후 서울여자대학교 국문학과 겸임교수, 이롬 고문, 시 전문 계간지 '발견' 발행인 등을 지냈다.    
열한 권의 단독 시집과 세 권의 영역 시집, 한 권의 장편소설과 여섯 권의 산문집, 세 권의 시선집, 한 권의 시화집 등을 냈다. 특히 아프리카 마사이부족에 관한 에세이집 <아카시아>, 20년 동안 국제자원봉사할동을 하며 아프리카를 왕래한 회고록 <아프리카, 20년의 여행> 은 한국문화예술인이 낸 최초의 아프리카에 관한 저서로 주목을 받았다.  아프리카 구호활동을 함께 했던 사진작가 김중만과 사진 시집 <아프리카 아프리카>, 배병우와 함께 사진 에세이집 <고향> 등을 펴냈다.    
한국근현대미술을 좋아하는 컬렉터이며, 황학주 컬렉션 전시회를 여러 차레 가진 바 있다. 변시지의 그림에 관한 예술산문집 <변시지의 그림으로 가는 마흔 세 걸음>을 펴냈다.   
2013년 제주도에 이주, 정인희 화가와 결혼해 그의 생애에서 가장 행복한 시기를 보냈으나, 2023년 부인이 급성 심근병증으로 이른 나이에 타계해 주위와 예술계의 안타까움을 샀다. 부인은 양평군 서종면 하이패밀리 자연장지, 양지 바른 언덕에 시부모와 나란히 묻혀 있다.    
두 부부는 길고양이였던  '루코'를 집에 들이고 그후 루코의 아기 고양이 '아루'와 함께 제주살이를 함께 나누었다.         
부인 정인희 작가는 제주와 고향인 대구, 서울을 왕래하며 전시회 등 작품활동을 활발히 했고, 20여 점의 남편의 초상화를 그린 것으로 알려져 있다. 또한 구좌읍 월정리에서 전통구옥을 개조한 갤러리카페 "카페로쥬" 의 대표로 직접 커피를 내리고 변시지 화가의 최초 판화전, 이병률 시인의 최초 여행사진전 및 여러 젊은 화가들의 전시회를 주관하기도 했다. 서울옥션 블랙랏에 입점해 일본의 팝아트 계열 화가들의 작품을 일찌기 한국 컬렉터들에게 소개한 바 있다.      
특히 두 사람은 매년 한두 차례의 해외여행을 다니며 많은 스케치와 여행 산문을 남겼다.  그 협업의 결과물은 아직 공개되지 않았다.     
흔히 아름답고 독특한 어법과 돌발적인 이미지 구사 등으로 한국 서정시에 새로움과 다채로움을 더했다고 이야기되는 황학주의 작품에 대해 "애매성의 매혹"(이광호), "서정적 서사시의 개척자"(박덕규), "새로운 시의 가능성을 연 황학주의 시를 '창자'의 시학이라고 이름붙일만 하다"(정과리), "미학주의와 허무주의의 찬란한 융합" "독거의 아름다운 높이와 깊이"(이숭원), "한국 현대시의 서정의 쇄신 가능성을 이야기할 때 '온몸'의 존재성을 실현하려는 황학주의 시쓰기는 중요하고 의미로운 사례"(이경호)  "사랑을 가장 수준있게 다루는 시인"(이혜원), "서정성을 온전한 장르적 장치로 활용해낸 성공적인 한 사례"(이강진) 등등의 여러 문학적 평가가 있다. 서울문학대상, 문학청춘작품상, 서정시학작품상,애지문학상 등을 수상하였다.   
현재 황학주는 부인과 사별 후 사람들을 거의 만나지 않은 채 IDS 국제학교 교사로 글쓰기 및 창작 수업을 맡아 하고 있다.  또한 국제사랑의봉사단에 의해 문서 선교사로 임명돼 선교 사역에 관한 조사, 취재, 기록, 도서 발간 등의 작업을 하고 있다. 2023년 말, 36년만에  첫 시집 <사람>이 문학동네 포에지 시리즈로 복간되어 다시 세상에 나왔다. 2024년 12월에 아내를 기리는 산문과 시를 엮은 책 <다 인연이우다게>를 펴냈다.            

## 저서
- 1987년 시집_ 사람(청하)
- 1988년 시집_ 내가 드디어 하나님보다(열음사)
- 1990년 시집_ 갈 수 없는 쓸쓸함(미학사)
- 1991년 산문집_ 땅의 연인들(청맥)
- 1998년 시집_ 늦게 가는 것으로 길을 삼는다(혜화당)
- 2002년 시집_ 너무나 얇은 생의 담요(세계사)
- 2004년 산문집_ 인디언 마을로 가는 달(리브가)
- 2005년 시집_ 루시(솔)
- 2005년 사진시집_ 아프리카, 아프리카(사진 김중만, 생각의나무)
- 2005년 산문집_ 아카시아(생각의 나무) *한국문화예술계 최초의 아프리카 산문집
- 2006년 시선집_ 상처학교(생각의 나무)
- 2006년 시집_ 저녁의 연인들(랜덤하우스)
- 2007년 사진 에세이집_ 고향(사진 배병우, 생각의나무)
- 2007년 아프리카 마사이와 걷다(생각의나무) *'아카시아' 개정판
- 2008년 산문집_ 당신,이라는 여행(랜덤하우스)
- 2009년 육필 시집_ 카지아도 정거장(지식을만드는지식)
- 2009년 서울문학대상 수상작품집(한국여성문예원)
- 2010년 시집_ 노랑꼬리 연(서정시학)
- 2011년 산문집_ 아프리카, 20년의 여행(서정시학)
- 2011년 영역 시집_ Chopsticks, My Heart (Dar es Salaam University Press)
- 2012년 시집_ 모월모일 별자리(지혜)
- 2013년 사랑 시집_ 내 잠은 당신 잠의 다음이다(그림 우창헌, 발견)
- 2013년 영역시집_ Half-Cleanded Room(balgyeon)
- 2014년 시집_ 사랑할 때와 죽을 때(창비)
- 2017년 시선집_ 행복했었다는 말(사진 박태희, 발견)
- 2019년 시집_ 사랑은 살려달라고 하는 말 아니겠나(문학동네)
- 2021년 예술 산문집_ 변시지의 그림으로 가는 마흔 세 걸음(아트시지)
- 2023년 시집_ 사람(문학동네) *문학동네포에지 복간 시집
- 2024년 산문, 시집_ 다 인연이우다게(난다)
- 2024년 영역 시집_ LOVE, TO SURVIVE(Translated by Jordan Schauer, Kim Yoon-kyung, balgyeon)